# Lac Puyehue
Pour les articles homonymes, voir Puyehue.
Le lac Puyehue, terme mapudungun signifiant en français « Lieu des Puyes », est un lac du Sud du Chili, situé à la limite de la province de Valdivia et de la province d'Osorno, dans la région des Lacs.

## Histoire
Le lac Puyehue est aperçu pour la première fois par des Européens en 1553 lors d'une expédition dirigée par Francisco de Villagra. La zone autour du lac a toujours été peu peuplée, et le lieu le plus peuplé, est dans sa partie orientale qui se développe dès les années 1900. 

## Peuplement humain
Le lieu le plus peuplé des environs du lac est Entre Lagos, qui ne dépasse pas les 4 000 habitants. Les complexes touristiques de Ñilque et les thermes de Puyehue sont également situés à proximité.

## Route internationale
Dans la partie sud du lac se trouve la route internationale reliant la province d'Osorno à la province argentine de Río Negro. Cette route se trouve sous le niveau de la mer, ce qui fait qu'elle est souvent libre de neige, et reçoit beaucoup de trafic routier durant les mois d'hiver.